# Dystasia rondoni
Dystasia rondoni es una especie de escarabajo longicornio del género Dystasia, familia Cerambycidae. Fue descrita científicamente por Breuning en 1965.
Habita en Laos. Los machos y las hembras miden aproximadamente 13-16 mm. El período de vuelo de esta especie ocurre en los meses de mayo, julio y noviembre.